# Verzascatal

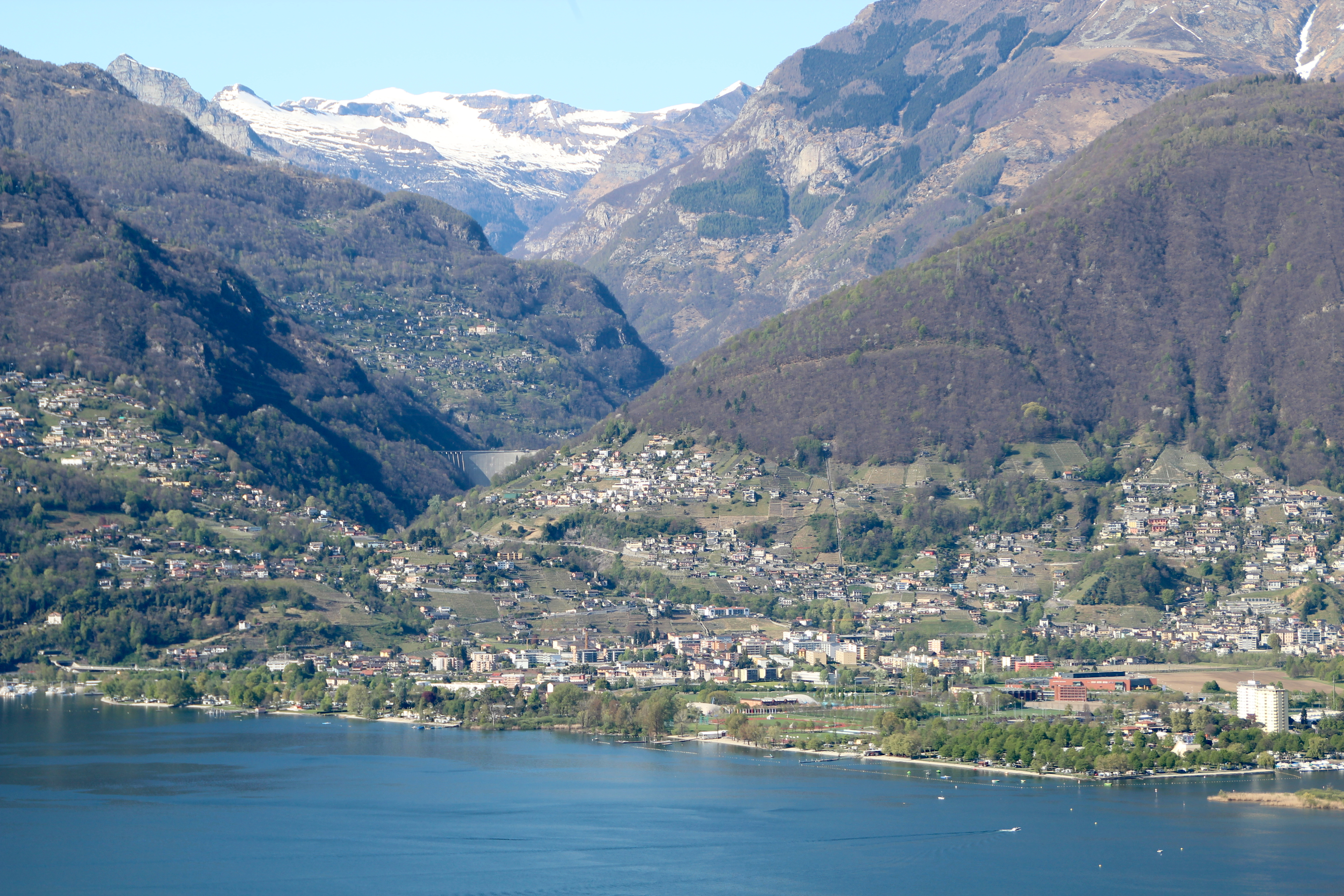
Blick ins Verzascatal

Das Verzascatal (italienisch Val Verzasca) ist ein Tal im Schweizer Kanton Tessin, das zum Bezirk Locarno gehört. Im Verzascatal liegen die Ortschaften Mergoscia, Vogorno, Corippo, Lavertezzo, Brione (Verzasca), Gerra (Verzasca), Frasco und Sonogno. Ausser Mergoscia, das als eigene Gemeinde zum Kreis Navegna gehört, sind seit dem 18. Oktober 2020 alle zur Gemeinde Verzasca zusammengeschlossen, die identisch mit dem Kreis Verzasca ist.

## Lage

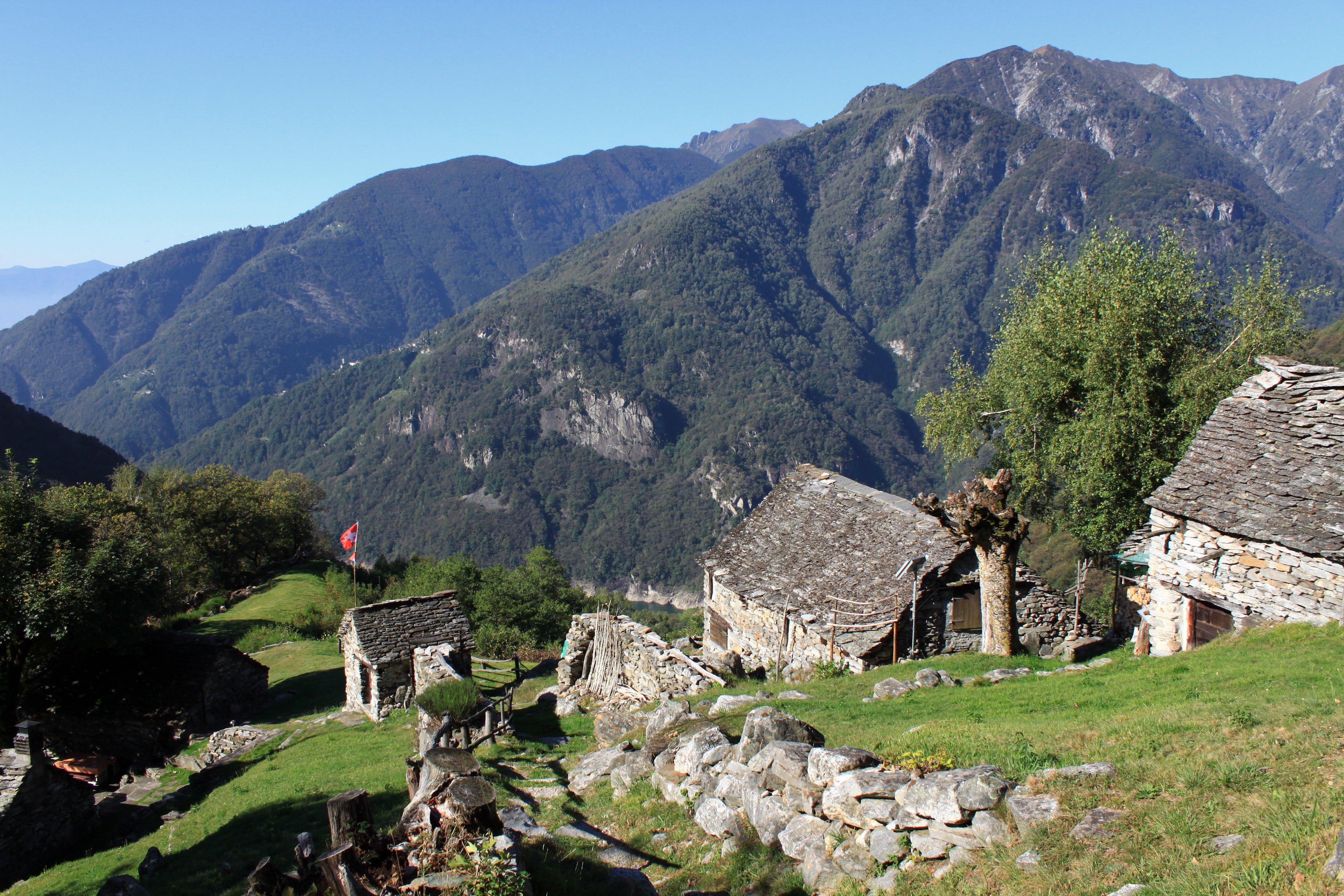
Blick von Stavello auf das gegenüberliegende Mergoscia auf gleicher Höhe im Steilhang unterhalb der Madone

Das Verzascatal ist ein wildes Tal mit steilen Hängen und unzähligen Wasserfällen. Die Verzascahäuser (Rustici) aus grauem Stein mit weissen Umrandungen an den Fenstern und schweren Steinplattendächern sind typisch für das Tal. Die Kapellen entlang der Wege zeugen vom religiösen Glauben der Talbewohner.
Das Verzascatal ist mit Mergoscia das geometrische Zentrum des Tessins. Es ist das einzige Tal, das nur an Tessiner Täler grenzt. Es liegt zwischen der Leventina und dem Maggiatal und erstreckt sich über eine Länge von 25 km in Süd-Nord-Richtung nördlich des Lago Maggiore. Der Talboden liegt auf 500 bis 900 m ü. M. Die Berge, die das ganze Tal umrahmen, haben eine durchschnittliche Höhe von 2400 m ü. M. Das Tal wird vom Fluss Verzasca durchflossen, der am Talausgang gestaut wird und den Lago di Vogorno bildet, bevor er in der Magadinoebene in der Nähe des Ticino in den Lago Maggiore fliesst.
Die Seitentäler des Verzascatals sind von folgenden Dörfern aus erreichbar:
Auf der rechten Talseite: das Val Resa und Valle di Mergoscia von Mergoscia; das Valle di Corippo von Corippo; das Val d’Orgnana und Valle del Cansgell von Lavertezzo; das Val d’Osola von Brione; das Val Redòrta und Val Vegornèss von Sonogno.
Auf der linken Talseite: das Val della Porta von Vogorno; das Val Carecchio, Val Pincascia und Val d’Agro von Lavertezzo; das Vall Mött von Gerra; das Val d’Efra von Frasco.

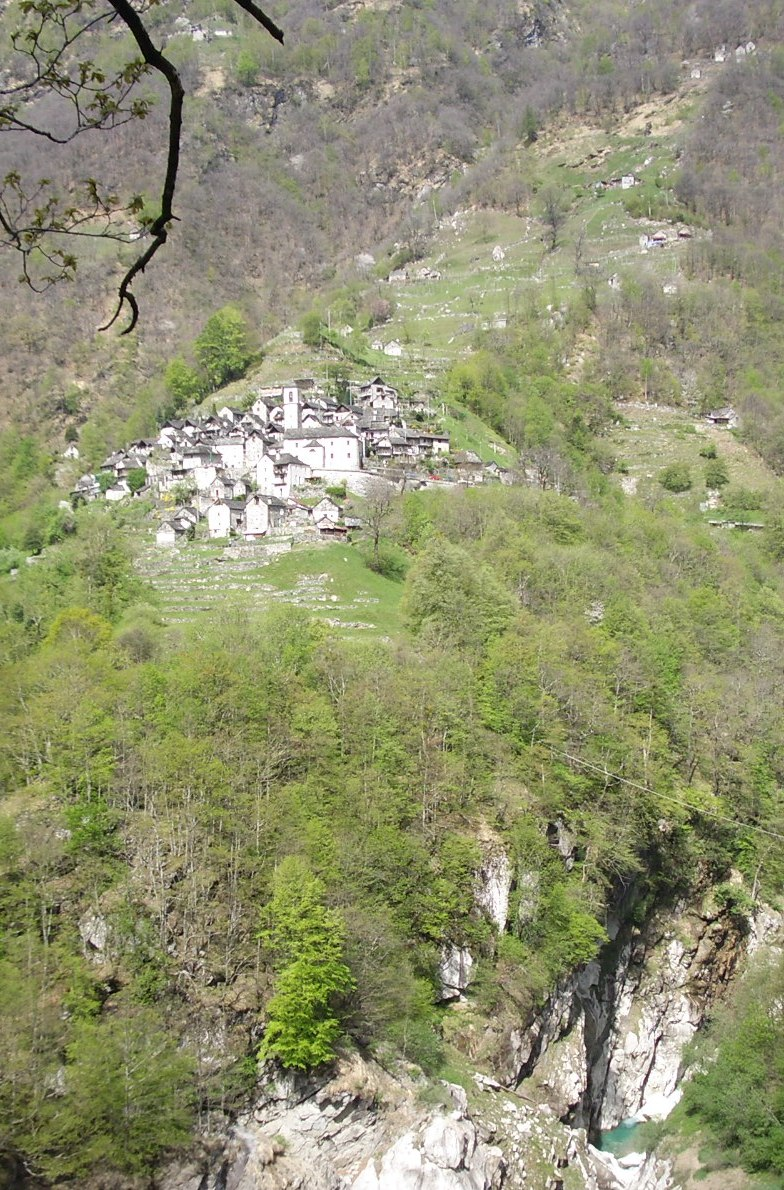
Corippo, eine Zeit lang einwohnermässig kleinste Gemeinde der Schweiz

## Klima, Flora und Fauna
Aufgrund der unterschiedlichen Höhenlagen sind im Verzascatal viele Klimazonen vereint. Tenero-Contra und Gordola gehören dank tiefer Meereshöhe, Seenähe und dem Schutz der Berge des Verzascatales vor den Nordwinden zur insubrischen Klimaregion. Weinberge und mediterrane Vegetation profitieren hier vom mildesten Klima der Schweiz, Nebel sind selten und Regenfälle von kurzer Dauer. Dieses Klima zieht sich weit in das Tal hinein, in dem Reben, Kastanienwälder und Palmen gedeihen. Es geht dann mit zunehmender Höhe über das Hügel- und Bergklima bis in die Regionen mit alpinem Klima (über 2000 m ü. M.). Wegen der Unterschiede in der Bodenbeschaffenheit und der Höhe können im Verzascatal fast alle im Tessin vorkommenden Pflanzen- und Tierarten der verschiedenen Umweltzonen angetroffen werden.
Die von den Römern eingeführte Edelkastanie (Castanea sativa) ist im südlichen Teil des Tales, unterhalb 1000 m, die dominierende Baumart. Ihr Holz hat ähnliche Eigenschaften wie die Tropenhölzer. Die Kastanienwälder werden seit den 1950er-Jahren nicht mehr bewirtschaftet, da es sich meist um Niederwälder handelt. Im Verzascatal können in der Nähe von Dörfern und Maiensässen (monti) «auf den Stock gesetzte» Kastanienbäume, etwa auf Mannshöhe abgesägte Baumstümpfe, gefunden werden. Da die Kastanie die Fähigkeit hat, aus dem abgesägten Baumstumpf wieder auszutreiben (Stockausschlag), musste solange gewartet werden (etwa zehn Jahre), bis die Triebe den gewünschten Umfang erreichten, um zum Beispiel als Balken für die tonnenschweren Steindächer eingesetzt werden zu können. Im Jahre 2005 publizierte Studien über Versuchsanlagen schlagen vor, das wertvolle Kastanienholz wieder als Wertholz – zum Beispiel für Parkettböden – zu nutzen.

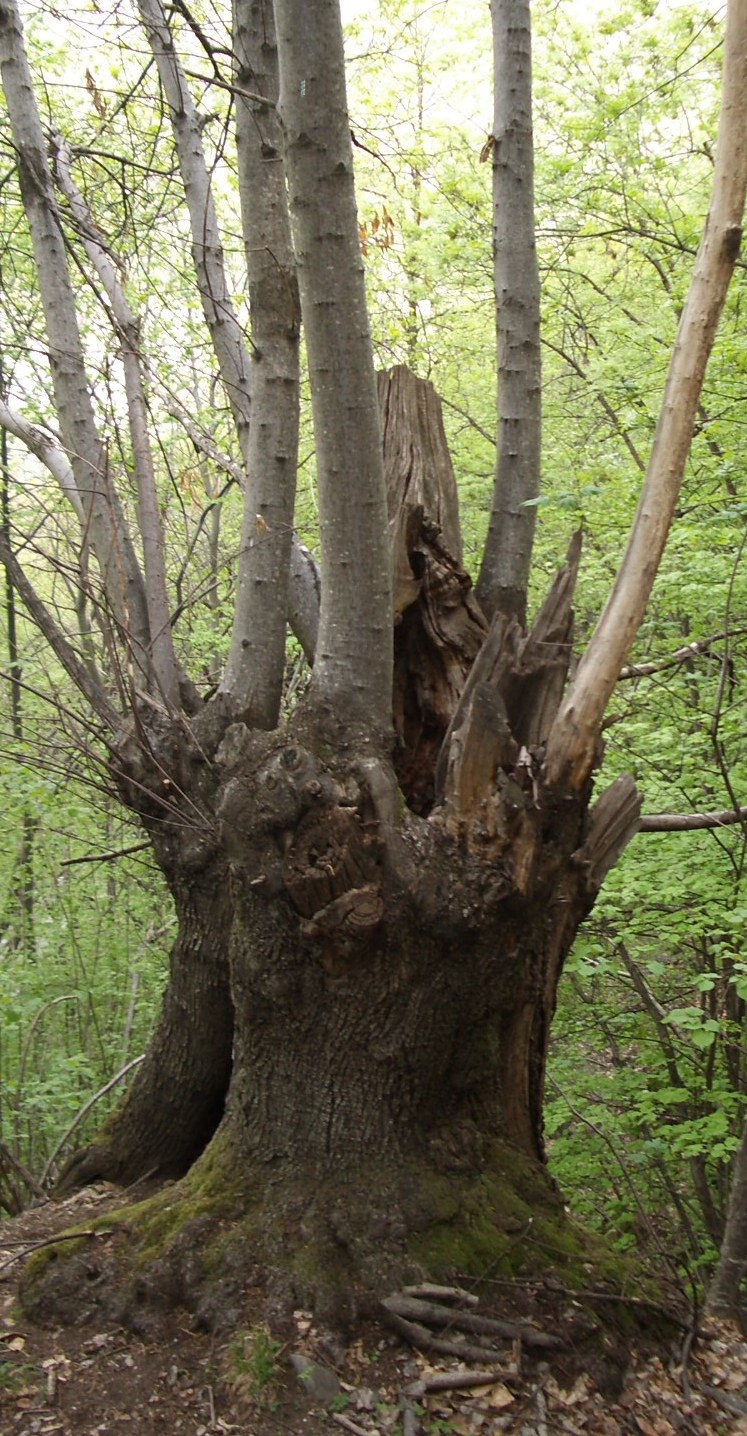
Edelkastanie mit Stockausschlag

Im Verzascatal hat sich die alte Ziegenrasse Nera-Verzasca-Ziege erhalten, die der römischen Ziege sehr ähnlich sieht, wie aufgrund von Hornfunden in Augusta Raurica nachgewiesen werden konnte. Diese mittelalterliche Robustziege hat kurzes Haar, an dem Schnee nicht haftet.

## Wirtschaft
Früher betrieb die Bevölkerung hauptsächlich Landwirtschaft, das heisst vor allem Weidewirtschaft. Ab dem 14. Jahrhundert überwinterten Einwohner mit ihrem Vieh in der Magadinoebene. Seit dem 17. Jahrhundert fand eine saisonale Auswanderung zur Erwerbstätigkeit statt. Arbeitslose und abenteuerlustige Männer liessen sich als Söldner für fremde Kriegsdienste anwerben. Piccoli spazzacamini (italienisch für kleine Schornsteinfeger) nannte man im 19. und frühen 20. Jahrhundert in Italien und im Tessin die Buben, die vor allem in den Städten Norditaliens als Kaminfegerkinder arbeiten mussten.
Seit 1873 wird in zwei Steinbrüchen von einheimischen Arbeitern Granit abgebaut. Mit dem Anschluss an den öffentlichen Verkehr entwickelte sich ab Ende des 19. Jahrhunderts der Tourismus. Im späteren 19. Jahrhundert, nach dem kalifornischen Goldrausch, begann auch im Verzascatal die Tradition der Kalifornienwanderung, die teilweise als Ersatz für die abgebrochene ältere europäische Auswanderungstradition angesehen werden kann.
Während der Krise der 1930er-Jahre breitete sich die Arbeitslosigkeit auch im Verzascatal aus, und da Amerika die Grenzen geschlossen hatte, war die Auswanderung nicht mehr möglich.
Um der arbeitslosen Bevölkerung zu helfen, wurde das «Komitee für die Tätigkeiten in Heimarbeit» («Comitato per i lavori casalinghi a domicilio») gegründet. Die Talbewohner wurden mit typischen handwerklichen Tätigkeiten beschäftigt: Wollfärbung mit natürlichen Farben (Blättern, Wurzeln und Früchten, die vor Ort vorhanden sind), Handspinnerei, Strickerei und Holzarbeiten, um ihre finanzielle Not zu lindern. Daraus entwickelte sich 1933 die «Pro Verzasca», eine örtliche Vereinigung zur Wahrung der moralischen und materiellen Interessen der Region und ihrer besten Eigenschaften.
Der Umbau der alten Verzascahäuser (Rustici) in Ferienhäuser schafft Arbeitsplätze, erhöht die Tourismuseinnahmen und sorgt dafür, dass die alten Häuser und das charakteristische Ortsbild erhalten bleiben.
Im Jahre 1990 waren nur noch 20 Prozent der Beschäftigten im Landwirtschaftssektor tätig.

## Verkehr

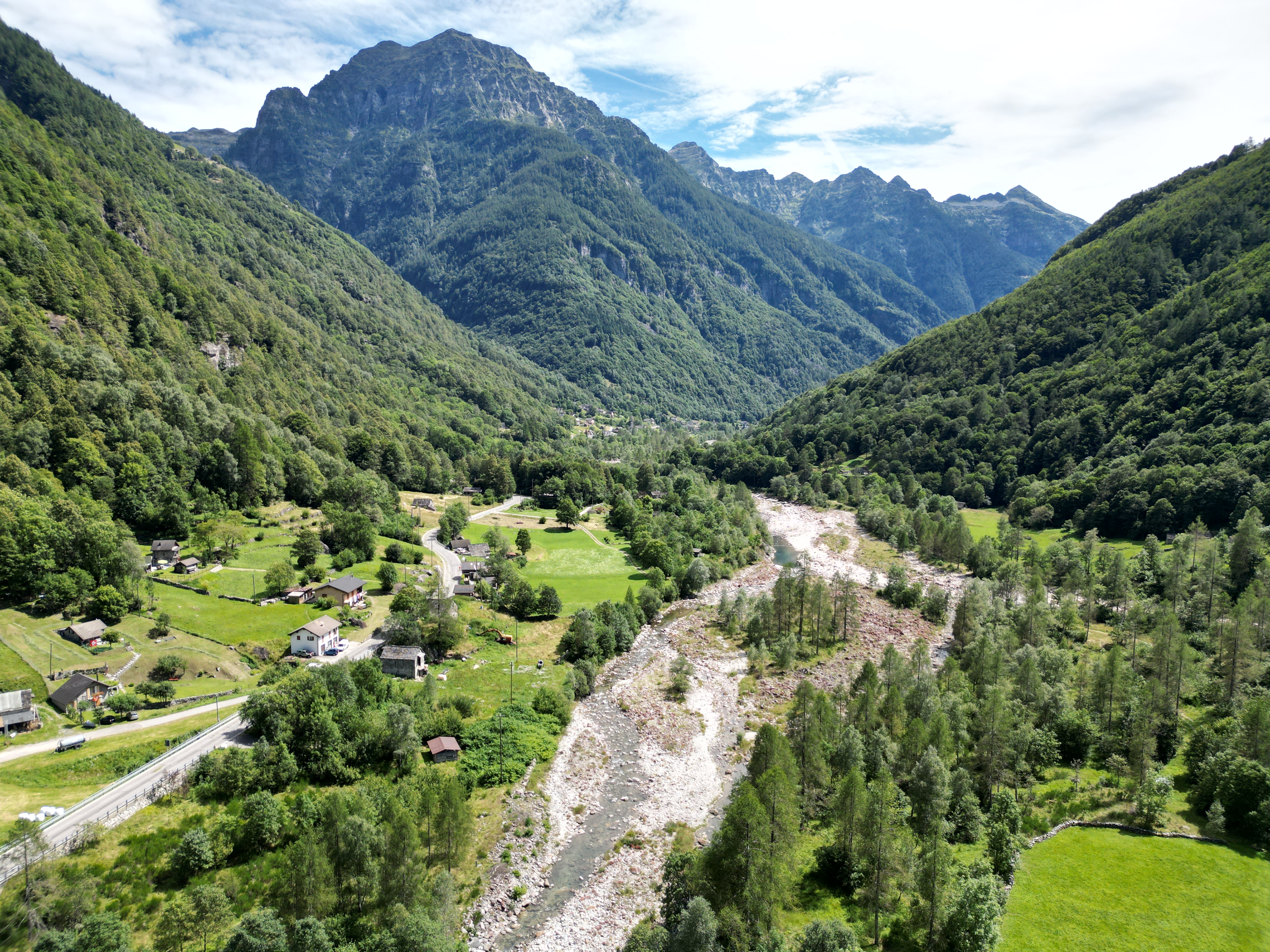
Verzascatal bei Sonogno

Der einzige Talzugang für den Autoverkehr und das Postauto ist im Süden ab Tenero oder Gordola. Die auf der linken Talseite beginnende Kantonsstrasse führt über Vogorno, Lavertezzo, Brione (Verzasca), Gerra (Verzasca), Frasco und endet in Sonogno. Sie wurde erst in den Jahren 1866 bis 1871 gebaut. Eine kurze Stichstrasse führt nach Corippo.
Auf der rechten Talseite endet die Strasse und Postautostrecke ab Locarno bereits in Mergoscia.

## Tourismus
Die vielen Gipfel mit Sicht auf die Walliser-, Berner und Glarner- und Bündneralpen sowie die zahlreichen Übergänge in die Seiten- und Nachbartäler machen das Verzascatal zu einem Anziehungspunkt für Bergwanderer. Die Berghütten Cornavosa, Barone, Cognora, Efra, Osola, Fümegna und Borgna bieten Unterkunft.
Der Sentierone Valle Verzasca ist ein rot-weiss markierter Wanderweg (Bergweg), der von Tenero aus oberhalb des Lago di Vogorno oder via Mergoscia und später entlang der Verzasca in mehreren Etappen bis nach Sonogno führt.
Die Via Alta della Verzasca (VAV) gilt als eine der wildesten Bergwanderungen der Schweiz (SAC-Wanderskala = T6). Sie führt über verlassene Alpen, schroffe Gräben und schwer zugängliche Seitentäler und verbindet fünf Hütten miteinander. Die Route ist blau-weiss markiert, und die schwierigsten Stellen sind mit Sicherungen (Drahtseile, Metallbügel) versehen. Die VAV führt oft durch sehr ausgesetztes Gelände mit Kletterstellen, so dass sie nur für erfahrene Berggänger zu empfehlen ist.
Die Bergwanderung Trekking 700 von Mesocco (GR) nach Formazza (I) führt durch das Verzascatal: die 4. Etappe: Biasca – Capanna Efra, die 5. Etappe: Capanna Efra – Sonogno und die 6. Etappe: Sonogno – Prato-Sornico.
Der Verzasca-Fluss ist unter Kanuten und Tauchern beliebt, gilt aber als schwierig bis gefährlich.
Über Geschichte und Gegenwart des Tales informiert das Museo di Val Verzasca in Sonogno.

### Liste der Übergänge
| Übergang/Pass         | Höhe (m ü. M.) | Koordinaten CH1903 | Ausgangsort (Hütte)      | Zielort der Passwanderung               |
| --------------------- | -------------- | ------------------ | ------------------------ | --------------------------------------- |
| Linke Talseite:       |                |                    |                          |                                         |
| Ruscada, Passo di     | 2069           | 715.050/121.000    | Vogorno → Capanna Borgna | Cugnasco oder Sementina (Magadinoebene) |
| Medee, Bocchetta di   | 2149           | 715.230/121.290    | Vogorno → Capanna Borgna | Preonzo oder Moleno (Riviera)           |
| Cazzann, Bochete di   | 2104           | 714.730/121.520    | Vogorno → Capanna Borgna | Preonzo oder Moleno (Riviera)           |
| Rognoi, Bocchetta di  | 2219           | 713.450/121.820    | Lavertezzo               | Vogorno                                 |
| Rierna, Bocchetta di  | 2295           | 710.960/130.210    | Lavertezzo               | Personico (Valle Leventina)             |
| Gana, Bocchetta della | 2207           | 709.200/132.630    | Frasco                   | Personico (Valle Leventina)             |
| Corte Nuovo, Passo di | 2431           | 708.980/131.010    | Gerra                    | Personico (Valle Leventina)             |
| Gagnone, Passo di     | 2217           | 708.710/132.070    | Frasco → Capanna Efra    | Personico (Valle Leventina)             |
| Curtin, Passo del     | 2242           | 708.550/131.940    | Frasco → Capanna Efra    | Personico (Valle Leventina)             |
| Piatto, Passo di      | 2108           | 704.700/138.540    | Sonogno                  | Chironico (Valle Leventina)             |
| Barone, Bassa del     | 2583           | 701.360/139.940    | Sonogno                  | Chironico (Valle Leventina)             |
| Motto, Bassa di       | 2274           | 707.870/130.140    | Lavertezzo               | Gerra                                   |
| Rechte Talseite:      |                |                    |                          |                                         |
| Lupo, Passo del       | 2017           | 704.870/120.360    | Corippo oder Mergoscia   | Gordevio (Valle Maggia)                 |
| Orgnana, Bocchetta d' | 1950           | 704.650/121.930    | Lavertezzo               | Gordevio (Valle Maggia)                 |
| Nimi, Passo di        | 2048           | 703.060/123.290    | Brione                   | Gordevio (Valle Maggia)                 |
| Deva, Passo           | 2036           | 702.690/125.430    | Brione                   | Maggia (Valle Maggia)                   |
| Canova, Bocchetta     | 2226           | 696.050/130.780    | Brione                   | Giumaglio (Valle Maggia)                |
| Pini, Bocchetta dei   | 2198           | 696.630/132.880    | Brione                   | Menzonio (Val Lavizzara)                |
| Cocco, Passo del      | 2142           | 696.510/132.620    | Brione                   | Menzonio (Val Lavizzara)                |
| Mügaia, Bocchetta di  | 2518           | 698.230/134.130    | Brione                   | Sonogno                                 |
| Ciossa                | 2373           | 700.480/132.150    | Brione → Val d’Osola     | Sonogno                                 |
| Redorta, Passo di     | 2181           | 699.010/135.850    | Sonogno                  | Prato-Sornico (Val Lavizzara)           |

## Geschichte

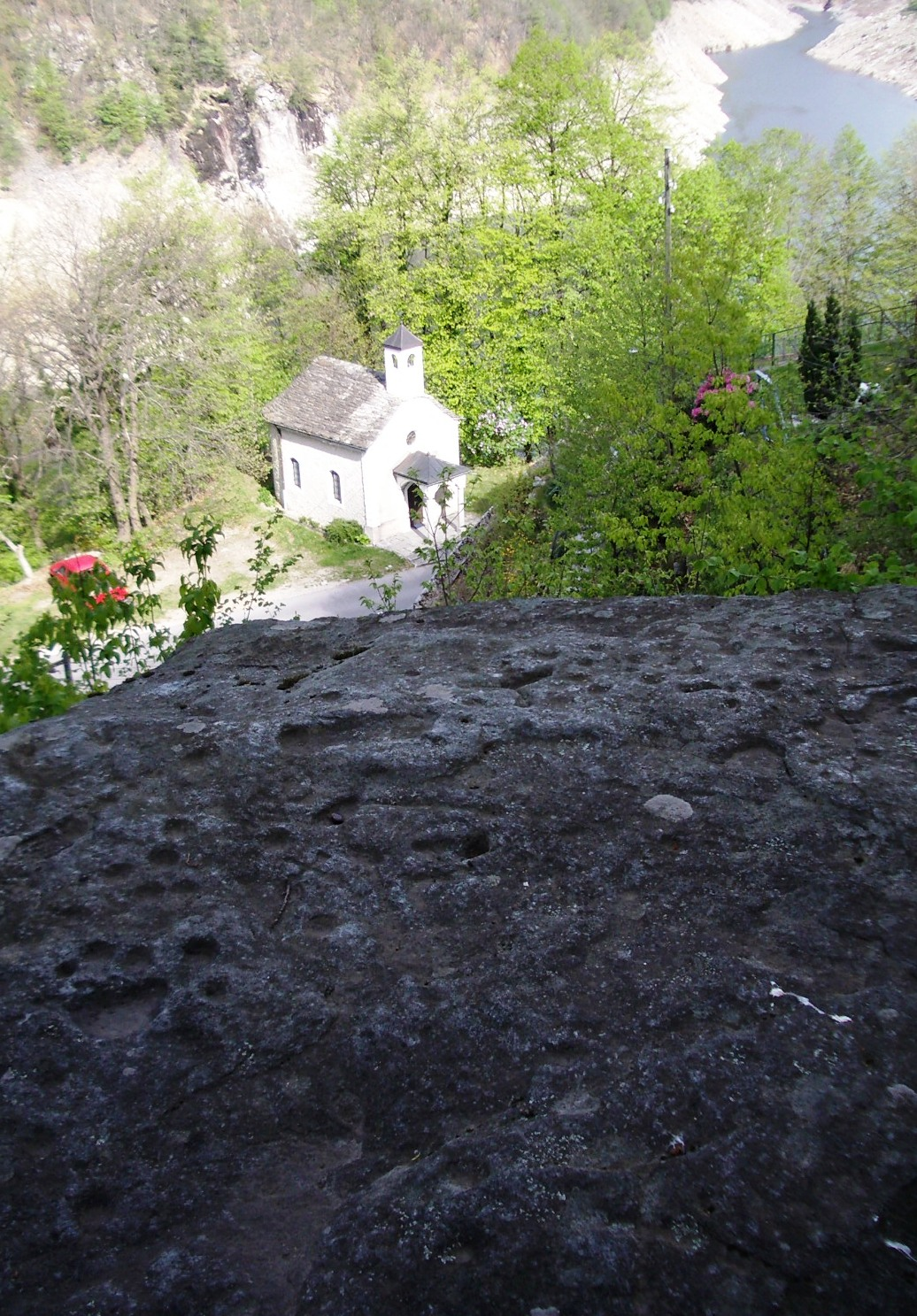
Schalenstein Sass di Striöi bei Berzona/Vogorno

Wegen seiner schweren Erreichbarkeit gilt das Verzascatal als eines der Täler, das am besten seine Ursprünglichkeit bewahren konnte.
Zeugen einer sehr frühen Besiedlung der Verzasca-Region fanden sich an der Mündung der Verzasca. Dort wurden Steinarten aus der jüngeren Steinzeit (1800 v. Chr.) gefunden. In Berzona, einem Ortsteil (frazione) von Vogorno, liegt am Wanderweg ein grosser Schalenstein, der Sass di Striöi (Hexenstein), der vermutlich um 600 bis 700 v. Chr. bearbeitet wurde. Insgesamt gibt es im Verzascatal rund neunzig derartig eingemeisselte Felsen. In Tenero wurde 1880 eine bedeutende römische Nekropole aus dem 1. und 2. Jahrhundert n. Chr. entdeckt. Die Funde (Bronzen, Amphoren, Münzen) befinden sich im archäologischen Museum des Castello dei Visconti in Locarno.
Vermutlich um 1000 n. Chr. gründeten die Talbewohner eine Gemeinschaft (comunità) bestehend aus den vier Dorfgenossenschaften (vicinie): Vogorno (mit Corippo), Lavertezzo, Brione (mit Gerra) und Frasco (mit Sonogno). Die Gemeinschaft gehörte zum Pieve von Locarno, gegen den sie sich 1398 auflehnte. Zwischen 1410 und 1500 geriet das Tal abwechselnd unter die Herrschaft der Eidgenossen, Savoyer, Leventiner und der Rusca. Nach 1686 konnte sich die Gemeinschaft von den Marcacci-Vögten befreien. 1803 wurde das Verzascatal ein Kreis (circolo) mit dem Hauptort Lavertezzo. In religiöser Hinsicht gehörte das Verzascatal bis zum 13. Jahrhundert zur Pfarrei San Vittore di Locarno.

## Geologie

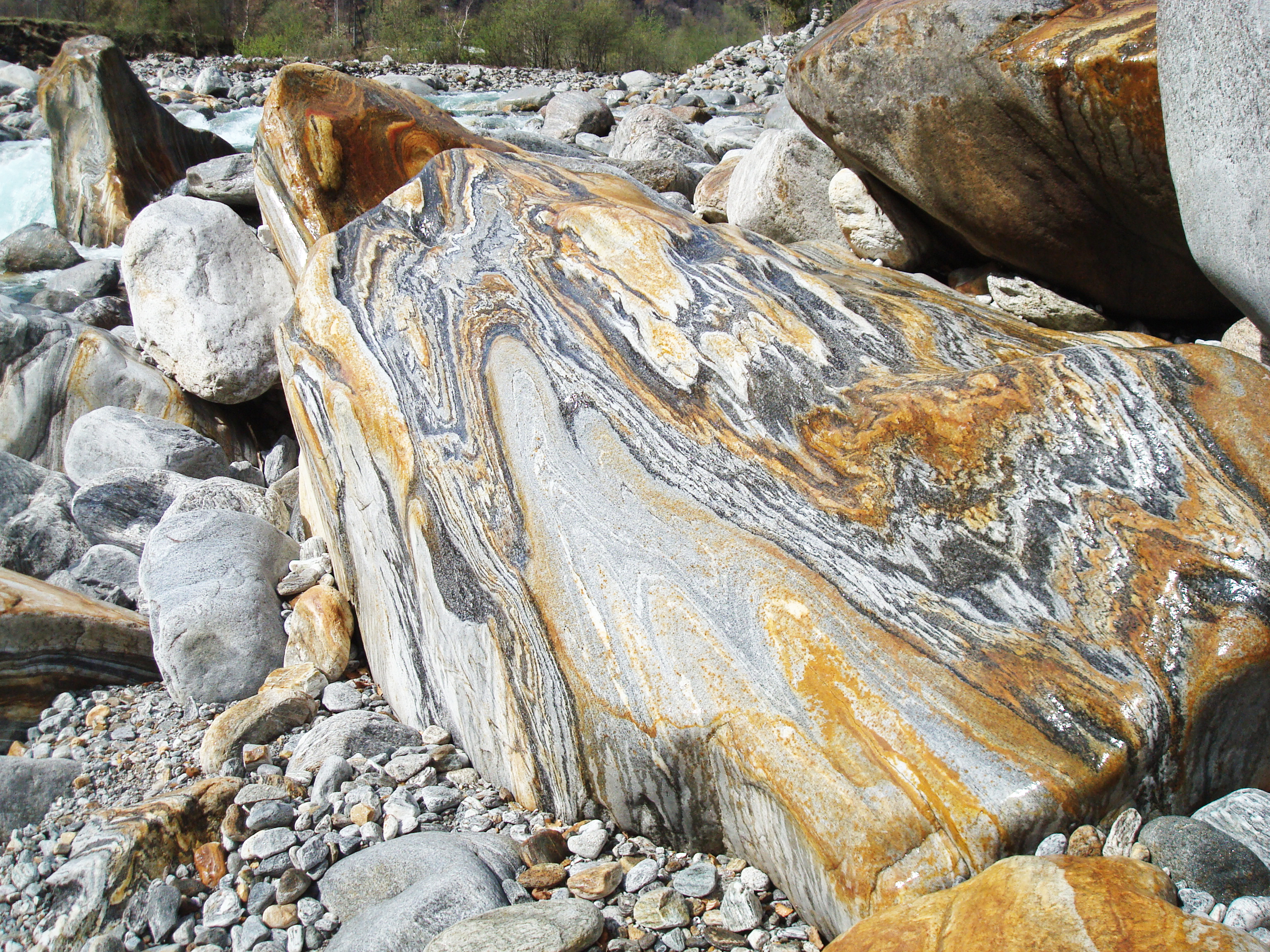
Rundgeschliffene Gneisbrocken in der Verzasca

Einzigartig für die Region ist der spektakulär gefärbte Gneis. Es handelt sich um einen Oligoklasgneis, der unter dem Handelsnamen Serizzo bekannt ist. Die Farben verlaufen zwischen Braun, Schwarz, Grau und Weiss. Die Gesteine des benachbarten Valle Maggia sind dagegen meist rein grau.